# Death Certificate
| 전문가 평가                   | 전문가 평가 |
| 평가 점수                     | 평가 점수   |
| 출처                          | 점수        |
| ----------------------------- | ----------- |
| AllMusic                      | [ 1 ]       |
| Chicago Sun-Times             | [ 2 ]       |
| Christgau's Consumer Guide    | C+          |
| Entertainment Weekly          | A−          |
| Los Angeles Times             | [ 5 ]       |
| Pitchfork                     | 9.5/10      |
| Rolling Stone                 | [ 7 ]       |
| The Rolling Stone Album Guide | [ 8 ]       |
| Select                        | 4/5         |
| The Source                    | 4.5/5       |

《Death Certificate》는 미국의 래퍼 아이스 큐브의 두 번째 스튜디오 음반이다. 1991년 10월 31일 렌치 모브 레코드와 프라이오리티 레코드를 통해 발매되었다. 음반의 제작은 주로 서 징크스, DJ 푸, 아이스 큐브가 담당했다. 이 음반은 〈Steady Mobbin'〉과 〈True to the Game〉이라는 두 개의 싱글곡에 의해 지원되었다.
인종적, 정치적으로 비난받는 내용들, 그리고 마약 거래, 인종 프로파일링, 그리고 무기를 소지하고 있을 권리에 대한 아이스 큐브의 신랄한 발언들 때문에, 이 음반은 비평가들의 갈채와 발매되자마자 많은 논란의 원천이 되었다. 이 음반은 또한 상업적인 성공을 거두었고, 미국 빌보드 200 차트에서 2위로 데뷔하여 첫 주에 10만 5천 장이 팔렸다. 이 음반은 1991년 12월 미국 음반 산업 협회로부터 플래티넘 인증을 받았다.

## 내용
The Life Side의 〈Black Korea〉는 흑인 기업가정신과 함께 폭동과 방화를 위협하고 있는데, 이는 미국 전역의 게토에 한국 소유의 식료품 가게가 우세한 것에 대한 대응책이다. 이 곡은 1991년 3월 16일 오렌지 주스 한 병에 대한 말다툼에서 한국계 미국인 가게 주인이 쏜 총에 맞아 사망한 15세 흑인 소녀 라타샤 할린스의 죽음에 대한 반응으로 보여졌다. 1992년 로스앤젤레스 폭동 이전에 트랙이 공개된 이후 아이스 큐브는 흑인들에 의한 아시아인에 대한 인종차별을 부추겼다는 비난을 받았다.

## 발매
이 음반은 원래 1991년 10월 29일에 발매되었다. 그것은 100만 건 이상의 사전 주문으로 큰 기대를 받았다. 2003년, 프라이오리티 레코드는 보너스 트랙인 〈How to Survive in South Central〉과 함께 《Death Certificate》를 재발매했다. 이 곡은 원래 《보이즈 앤 후드》 사운드트랙에 수록되었다. 《Death Certificate》는 그의 전 힙합 그룹 N.W.A에 대한 응답으로 디스 트랙 〈No Vaseline〉과 아이스 큐브에 대한 직간접 디스 트랙과 구절을 포함한 그들의 음반 《Niggaz4Life》를 포함했다. 〈No Vaseline〉은 그룹의 멤버들에 대한 명시적이고 직접적인 주제 때문에 역사상 가장 위대한 디스 트랙 중 하나로 여겨진다.
이 음반은 아이스 큐브가 2017년 5월 말 레이블과 계약했다고 발표한 후 인터스코프 레코드에 의해 2017년 6월 9일 25주년 기념판으로 재발매되었다.

## 상업적 성과
《Death Certificate》는 미국 빌보드 200 차트에서 2위로 데뷔하여 첫 주에 10만 5천 장이 팔렸다. 이것은 아이스 큐브의 첫 미국 톱 10 데뷔작이 되었다. 이 음반은 또한 미국 톱 R&B/힙합 음반 차트에서 1위로 데뷔했다. 1991년 12월 20일, 이 음반은 백만 장 이상의 판매량으로 미국 음반 산업 협회로부터 플래티넘 인증을 받았다. 그것은 음반이 발매된 지 두 달 만에 인증을 받았다. 2020년 3월 현재 이 음반은 미국에서 2백만 장 이상 팔렸다.
2015년 9월 4일, 《Death Certificate》는 빌보드 200 차트에 다시 올라 그 주에 14,000장의 판매로 99위에 올랐고, 또한 《Greatest Hits》와 《AmeriKKKa's Most Wanted》는 11,920장의 판매로 118위에 올랐으며, 《AmeriKKKa's Most Wanted》는 그 주에 빌보드 200에 돌아왔다.

## 곡 목록
| #   | 제목                                        | 프로듀서           | 재생 시간 |
| --- | ------------------------------------------- | ------------------ | --------- |
| 1.  | 〈The Funeral (Intro)〉                     | Sir Jinx           | 1:37      |
| 2.  | 〈The Wrong Nigga to Fuck Wit〉             | Sir Jinx Ice Cube  | 2:48      |
| 3.  | 〈My Summer Vacation〉                      | Boogiemen Ice Cube | 3:56      |
| 4.  | 〈Steady Mobbin'〉                          | Boogiemen Ice Cube | 4:10      |
| 5.  | 〈Robin Lench (Interlude)〉                 | Boogiemen Sir Jinx | 1:13      |
| 6.  | 〈Givin' Up the Nappy Dug Out〉             | Boogiemen Ice Cube | 4:15      |
| 7.  | 〈Look Who's Burnin'〉                      | Sir Jinx Ice Cube  | 3:53      |
| 8.  | 〈A Bird in the Hand〉                      | Boogiemen Ice Cube | 2:17      |
| 9.  | 〈Man's Best Friend〉                       | Boogiemen Ice Cube | 2:06      |
| 10. | 〈Alive on Arrival〉                        | Boogiemen Ice Cube | 3:11      |
| 11. | 〈Death〉 (featuring Khalid Abdul Muhammad) | Ice Cube           | 1:03      |

| #            | 제목                                                                                | 프로듀서           | 재생 시간 |
| ------------ | ----------------------------------------------------------------------------------- | ------------------ | --------- |
| 12.          | 〈The Birth〉 (featuring Khalid Abdul Muhammad)                                     | Sir Jinx Ice Cube  | 1:21      |
| 13.          | 〈I Wanna Kill Sam〉                                                                | Sir Jinx Ice Cube  | 3:22      |
| 14.          | 〈Horny Lil' Devil〉                                                                | Boogiemen Ice Cube | 3:42      |
| 15.          | 〈Black Korea〉                                                                     | Sir Jinx Ice Cube  | 0:46      |
| 16.          | 〈True to the Game〉                                                                | Sir Jinx Ice Cube  | 4:10      |
| 17.          | 〈Color Blind〉 (featuring Deadly Threat, Kam, the Maad Circle, King Tee and J-Dee) | Boogiemen Ice Cube | 4:29      |
| 18.          | 〈Doing Dumb Shit〉                                                                 | Boogiemen Ice Cube | 3:45      |
| 19.          | 〈Us〉                                                                              | Sir Jinx Ice Cube  | 3:43      |
| 20.          | 〈No Vaseline〉                                                                     | Sir Jinx Ice Cube  | 5:12      |
| 총 재생 시간 | 총 재생 시간                                                                        | 총 재생 시간       | 60:59     |

## 인증
| 국가                       | 인증     | 판매량/출하량 |
| -------------------------- | -------- | ------------- |
| 미국 (RIAA)                | 플래티넘 | 1,000,000^    |
| ^출하량을 기반으로 한 인증 |          |               |